# Anheuser-Busch InBev
A Anheuser-Busch InBev (abreviada AB InBev ou ABI) é uma empresa multinacional de bebidas e cervejas formada em 2004 pela fusão da belga Interbrew e da brasileira Ambev. Está sediada em Lovaina, na Bélgica, e possui escritório global de gerência funcional em Nova Iorque, e sedes regionais em Londres, Cidade do México, Joanesburgo, St. Louis, São Paulo, dentre outras. A AB InBev é líder no mercado mundial, controlando 21,2% do mercado de cervejas. É a cervejaria dominante na Europa Central e Brasil.
Conta com mais de duzentas marcas de bebidas, entre as quais se destacam a Budweiser, Corona, Stella Artois, Beck's, Leffe, Hoegaarden na Europa, Skol, Brahma e Antarctica (pertencente à Ambev) no Brasil. Emprega 169.000 pessoas e opera em 140 países da África, América, Ásia e Europa.
Foi em julho de 2008, com a compra da norte-americana Anheuser-Busch, dona da Budweiser, líder do mercado local, que a AB InBev se tornou a maior cervejaria do mundo. Em 2021 sua produção foi de 581 milhões de hectolitros.

## História
As mudanças que a cervejaria fez após a fusão em 2004, assegurou que a InBev tivesse maior margem de lucro, inclusive no difícil mercado da Europa Ocidental. A cervejeira disse que "essa forma de avançar estruturalmente segura e reforça a sua competitividade."
Em 12 de junho de 2008 a InBev anunciou uma oferta de 46 bilhões de dólares americanos para comprar a Anheuser-Busch, a maior cervejeira dos Estados Unidos. Depois que InBev aumentou a oferta para 52 bilhões de dólares, o conselho de administração da Anheuser-Busch aceitou a oferta, em 13 de julho de 2008. Com esta aquisição, a InBev tornou-se a maior cervejeira do mundo. O nome da empresa foi posteriormente alterado para Anheuser-Busch InBev.
Em abril de 2012 comprou a Cervecería Nacional Dominicana, que é dona da cerveja mais bebida da República Dominicana, a InBev pagou 1,24 bilhão de dólares pela empresa. Atualmente possui 52.52% de participação na empresa.
Para rechear mais o seu portfólio, em Junho de 2012, AB InBev adquiriu o Grupo Modelo dona da cerveja vendida no México a Corona, por US$ 20,1 bilhões de dólares.
Em Janeiro de 2014 anunciou a aquisição da cervejaria sul-coreana Oriental Brewery por US$ 5,8 bilhões, a AB InBev já foi dona da empresa, mas foi vendida por US$ 1,8 bilhão em 2009 devido à compra da Anheuser-Busch pela InBev ocorrida um ano antes.
Em outubro de 2015 anunciou a aquisição da cervejaria SABMiller uma das maiores concorrentes de mercado, pelo valor de US$ 109 bilhões, a terceira maior fusão da história. Em 2016 o Departamento de Justiça autorizou a fusão das operações norte-americanas, encerrando uma joint-venture entre a SABMiller e Molson Coors – a MillerCoors –, que datava de 2007, com a transação, a Molson Coors se tornou a maior cervejaria dos Estados Unidos.

## Produtos
Famosas cervejas da Bélgica deste grupo são Belle-Vue, Hoegaarden, Hougaerdse Das, Jupiler, Leffe, Piedboeuf Safir, Stella Artois e Vieuxtemps. O grupo também possui várias marcas de cerveja holandesa, como Dommelsch, Hertog Jan e Oranjeboom.
Além da sua principal atividade, a empresa também aluga imóveis a donos de pubs (principalmente na Bélgica), e patrocina sob o nome de Stella Artois novos músicos e festivais da música famosos.

## Marcas

### Marcas globais
- Stella Artois
- Budweiser
- Corona Extra

### Marcas multinacionais
- Leffe
- Hoegaarden
- Beck's

#### Marcas belgas
- Stella Artois
- Belle Vue (Kriek e outros)
- Jupiler
- Hoegaarden
- Leffe

#### Marcas alemãs
- Beck's
- Diebels
- Franziskaner
- Gilde
- Haake-Beck
- Hasseröder
- Spaten
- Löwenbrau
- St. Pauli Girl (para as exportações dos EUA)

#### Marcas brasileiras
- Skol (marca licenciada pela Carlsberg)
- Skol 360º
- Brahma (cerveja e Chope)
- Brahma extra
- Bohemia
- Antarctica
- Antarctica Original
- Antarctica Subzero
- Caracu
- Polar
- Wäls
- Colorado
- Magnífica do Maranhão (cerveja pilsen com mandioca)[19]
- Berrió do Piauí (cerveja pilsen com caju)[20]
- Abiúda de Sergipe (cerveja pilsen com laranja)[21]

#### Outras Marcas
- Bud Light (Canadá / EUA)
- Harbin, Sedrin, Yali, Zizhulin e Zhujiang (China)
- Cass (Coreia do Sul)
- Paceña (Bolívia)
- Diekirch e Mousel (Luxemburgo)
- Quilmes (Argentina)
- Corona Extra (México)
- Norteña, Zillertal, Patrícia (Uruguai)
- Patagônia (Argentina)
- Hertog Jan
- Samson (República Tcheca)
- Klinskoye, Sibirskaya Korona (Rússia)
- Chernigivske (Ucrânia)
- Presidente (República Dominicana)
- Prinz (Botsuana)

## Empresas AB InBev
Empresas mais importantes para a AB InBev até 31 de dezembro de 2021 (menos de 95% de participação):
| País                 | Empresa                                 | Participação |
| -------------------- | --------------------------------------- | ------------ |
| Argentina            | Cerveceria Y Malteria Quilmes           | 61.64%       |
| Botswana             | Kgalagadi Breweries                     | 31.06%       |
| Bolívia              | Cervecería Boliviana Nacional (CBN)     | 52.73%       |
| Brasil               | Ambev                                   | 61.79%       |
| Canadá               | Labatt Brewing Company                  | 61.79%       |
| Chile                | Cerveceria Chile                        | 61.79%       |
| China                | AB InBev China Sales                    | 87.22%       |
| China                | AB InBev Brewery (Wuhan)                | 84.66%       |
| China                | AB InBev Brewery                        | 87.22%       |
| China                | Siping Ginsber Draft Beer               | 87.22%       |
| China                | InBev Jinlongquan Hubei Brewery         | 52.33%       |
| China                | Blue Girl Beer (Guangzhou)              | 56.69%       |
| Coreia do Sul        | Oriental Brewery                        | 87.22%       |
| Equador              | Cervecería Nacional (CN)                | 95.58%       |
| Espanha              | Compania Cervecera de Canarias (CCC)    | 51.03%       |
| Estados Unidos       | Metal Container Corporation (MCC)       | 50.10%       |
| Gana                 | Accra Brewery                           | 59.89%       |
| Hong Kong            | Budweiser Brewing APAC (Bud APAC)       | 87.22%       |
| Índia                | Crown Beers India                       | 87.22%       |
| Índia                | AB InBev India                          | 87.05%       |
| Luxemburgo           | Brasserie de Luxembourg Mousel-Diekirch | 95.82%       |
| Moçambique           | Cervejas de Moçambique                  | 51.47%       |
| Nigéria              | International Breweries                 | 43.00%       |
| Países Baixos        | AB InBev Africa                         | 62.00%       |
| Panamá               | Cervecería Nacional de Panamá           | 61.79%       |
| Paraguai             | Cervecería Paraguaya (Cervepar)         | 53.98%       |
| Peru                 | Cervecerías Peruanas Backus y Johnston  | 93.78%       |
| República Dominicana | Cervecería Nacional Dominicana          | 52.52%       |
| Tanzânia             | Tanzania Breweries                      | 39.65%       |
| Uganda               | Nile Breweries                          | 61.64%       |
| Uruguai              | Cervecería y Maltería Paysandu          | 61.75%       |
| Vietname             | AB InBev Vietnam                        | 87.22%       |
| Zâmbia               | Zambian Breweries                       | 54.00%       |

## Associados e Joint-Ventures
Principais associados e joint-ventures até 31 de dezembro de 2021:
| País      | Empresa                                             | Participação |
| --------- | --------------------------------------------------- | ------------ |
| França    | Société Des Brasseries Et Glacières Internationales | 20.00%       |
| Gibraltar | Brasseries Internationales Holding (BIH)            | 20.00%       |
| Gibraltar | Brasseries Internationales Holding (Angola)         | 27.00%       |
| Rússia    | AB InBev Efes (Moscow-Efes)                         | 50.00%       |
| Turquia   | Anadolu Efes Biracılık ve Malt Sanayii              | 24.00%       |
| Zimbabwe  | Delta Corporation                                   | 25.42%       |